# Hyundai 5000
Der Typ Hyundai 5000 ist ein Standard-Containerschiff des südkoreanischen Schiffbaukonzerns Hyundai Heavy Industries.

## Einzelheiten

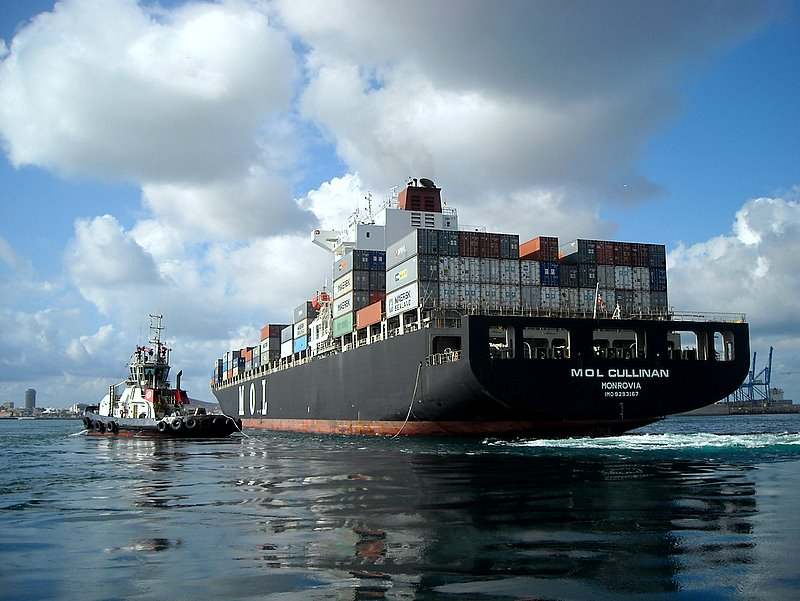
Heckansicht der MOL Cullinan

Die Panmax-Schiffe der Hyundai-5000-Baureihe wurden seit den frühen 2000er Jahren in verschiedenen Bauvarianten bei Hyundai Heavy Industries in Ulsan und Hyundai Samho Heavy Industries in Mokpo gebaut und an unterschiedliche Auftraggeber abgeliefert. Die Santa-P-Klasse der Reederei Claus-Peter Offen bestand beispielsweise komplett aus Schiffen des Typs.
Die Schiffe sind für den Transport gefährlicher Ladung eingerichtet und besitzen abhängig von der Bauvariante eine Containerstellplatzkapazität zwischen rund 4800 TEU und über 5000 TEU. Bei einer homogenen Beladung mit 14 Tonnen schweren Containern beträgt die Kapazität etwa 3300 TEU. Variantenabhängig stehen 550 bis deutlich über 1000 Anschlüsse für Kühlcontainer zur Verfügung. Alle Schiffe besitzen dreiviertel achtern angeordnete Aufbauten und verfügen über sechs mit Cellguides ausgerüstete Laderäume, deren 17 Luken mit Pontonlukendeckeln verschlossen werden. Fünf der Laderäume liegen vor dem Deckshaus, einer dahinter. Der Schiffsantrieb besteht aus einem Zweitakt-Dieselmotor, der direkt auf den Festpropeller wirkt. Eine häufig verwendetes Hauptmotorenbaumuster ist der Sulzer Wärtsilä 9RTA96C mit 51.480 kW, der eine Geschwindigkeit von bis zu 25,5 Knoten ermöglicht – es wurden aber auch andere Motorentypen verbaut. Die An- und Ablegemanöver werden durch ein Bugstrahlruder unterstützt.

## Die Schiffe (Auswahl)
| Hyundai 5000             | Hyundai 5000                          | Hyundai 5000 | Hyundai 5000      | Hyundai 5000                                                                     | Hyundai 5000 |
| Bauname                  | Bauwerft/Baunummer                    | IMO-Nummer   | Ablieferung       | Auftraggeber                                                                     | Umbenennungen und Verbleib |
| ------------------------ | ------------------------------------- | ------------ | ----------------- | -------------------------------------------------------------------------------- | --- |
| ZIM Panama               | Hyundai Samho, Mokpo/-                | 9231781      | 15. April 2002    | Zim Integrated Shipping Services, Haifa                                          | 2014 MSC Panama, 2016 Abbruch in Gadani |
| ZIM Virginia             | Hyundai Heavy Industries, Ulsan/-     | 9231808      | 30. August 2002   | Zim Integrated Shipping Services, Haifa                                          | so in Fahrt |
| ZIM New York             | Hyundai Heavy Industries, Ulsan/-     | 9231810      | 9. September 2002 | Zim Integrated Shipping Services, Haifa                                          | 2004 China Sea, 2006 ZIM New York, 2021 MSC Hong Kong, so in Fahrt |
| E. R. Dallas             | Hyundai Samho, Mokpo/-                | 9282950      | 11. Juni 2004     | E.R. Schiffahrt, Hamburg                                                         | 2004 Maersk Dallas, 2012 E. R. Dallas, 2015 Alm Dallas, 2016 Dallas, 2016 Abbruch in Chittagong                                                                                     |
| ZIM Shenzhen             | Hyundai Samho, Mokpo/-                | 9280859      | 14. Juni 2004     | Lombard Corporate December 3 Zodiac Maritime, London                             | 2014 OOCL Halifax, 2016 Halifax, 2017 Abbruch in Gadani |
| Maersk Dartmouth         | Hyundai Heavy Industries, Ulsan/1608  | 9297527      | 14. Juli 2004     | E.R. Schiffahrt, Hamburg                                                         | 2010 Westerbrook, 2014 Antwerp Bridge, so in Fahrt |
| E. R. Savannah           | Hyundai Samho, Mokpo/-                | 9282974      | 2. August 2004    | E.R. Schiffahrt, Hamburg                                                         | 2004 ZIM Savannah, Sava, 2017 Abbruch in Alang |
| ZIM Haifa                | Hyundai Samho, Mokpo/S202             | 9288904      | September 2004    | E.R. Schiffahrt, Hamburg                                                         | Winner (2019), 2019 Abbruch in Chittagong |
| APL Beijing              | Hyundai Samho, Mokpo/S216             | 9290529      | 3. November 2004  | Schiffahrtsgesellschaft Oltmann, Stade                                           | 2011 Maxine, 2014 Crystal, 2015 ALM Crystal, 2017 Fan Ya Shanghai, so in Fahrt |
| E. R. Beijing            | Hyundai Samho, Mokpo/S220             | 9289544      | 24. Januar 2005   | Sechsundzwanzigste "Katharinen" Schiffahrtsgesellschaft E.R. Schiffahrt, Hamburg | 2005 ZIM Beijing, 2015 Atlantic Altair, 2017 CSL Atlantic, so in Fahrt |
| P&O Nedlloyd Heemskerck  | Hyundai Heavy Industries, Ulsan/H1588 | 9293167      | 15. Februar 2005  | Reederei Claus-Peter Offen, Hamburg                                              | 2006 MOL Cullinan, 2013 Santa Regina, 2015 Mongoose Hunter, 2019 MSC Ronit R, so in Fahrt                                                                                           |
| P&O Nedlloyd Livingstone | Hyundai Heavy Industries, Ulsan/1589  | 9293179      | März 2005         | Reederei Claus-Peter Offen, Hamburg                                              | 2006 MOL Caledon, 2013 Santa Regula, 2019 MSC Mirella, so in Fahrt |
| APL Vietnam              | Hyundai Samho, Mokpo/S217             | 9295359      | 15. März 2005     | Schiffahrtsgesellschaft Oltmann, Stade                                           | 2012 SCT Vietnam, 2015 ALM Vietnam, 2017 ANL Whyalla, 2017 ALM Vietnam, 2017 Fan Ya Tian Jin, so in Fahrt                                                                           |
| Bellavia                 | Hyundai Heavy Industries, Ulsan/-     | 9290440      | 12. April 2005    | Eastvia Schiffahrtsgesellschaft Herm. Dauelsberg, Bremen                         | so in Fahrt |
| APL New York             | Hyundai Samho, Mokpo/-                | 9289556      | 19. April 2005    | E.R. Schiffahrt, Hamburg                                                         | 2010 Manhattan, 2014 CSL Manhattan, so in Fahrt |
| Octavia                  | Hyundai Heavy Industries, Ulsan/-     | 9290452      | 22. April 2005    | Westvia Schiffahrtsgesellschaft Herm. Dauelsberg, Bremen                         | 2020 Shiling, so in Fahrt |
| P&O Nedlloyd Dalian      | Hyundai Heavy Industries, Ulsan/1566  | 9290402      | Mai 2005          | Reederei Claus-Peter Offen, Hamburg                                              | 2005 Maersk Driscoll, 2010 Santa Paola, 2014 Felixstowe Bridge, so in Fahrt |
| P&O Nedlloyd Delft       | Hyundai Heavy Industries, Ulsan/1567  | 9290414      | Mai 2005          | Reederei Claus-Peter Offen, Hamburg                                              | 2005 Maersk Dolores, 2010 Santa Patricia, 2010 Cap Scott, 2012 Santa Patricia, 2012 SCI Nhava Sheva, 2015 Santa Patricia, 2015 Shanghai Trader, 2020 OOCL St. Lawrence, so in Fahrt |
| Santa Pamina             | Hyundai Heavy Industries, Ulsan/1746  | 9326782      | 24. Mai 2005      | Reederei Claus-Peter Offen, Hamburg                                              | 2005 P&O Nedlloyd Detroit, 2005 Maersk Dunedin, 2013 Santa Pamina, 2015 Pamina, 2019 Shimin, so in Fahrt                                                                            |
| APL Virginia             | Hyundai Samho, Mokpo/S225             | 9289568      | 2. Juni 2005      | E.R. Schiffahrt, Hamburg                                                         | 2010 Virginia, 2014 CSL Virginia, 2014 Virginia, CSL Virginia, 2018 Virgin Star, so in Fahrt                                                                                        |
| Santa Placida            | Hyundai Heavy Industries, Ulsan/H1747 | 9326794      | 30. Juni 2005     | Reederei Claus-Peter Offen, Hamburg                                              | 2005 P&O Nedlloyd Doha, 2005 Maersk Dieppe, 2013 Santa Placida, 2014 ANL Waratah, 2017 Carat, 2017 Abbruch in Gadani                                                                |
| P&O Nedlloyd Dover       | Hyundai Heavy Industries, Ulsan/1568  | 9290426      | 27. Juli 2005     | Reederei Claus-Peter Offen, Hamburg                                              | 2005 Maersk Durham, 2010 Cap Stephens, 2012 Santa Phillipa, 2015 Nansen Strait, 2017 CSL Santa Maria, so in Fahrt                                                                   |
| P&O Nedlloyd Dublin      | Hyundai Heavy Industries, Ulsan/1598  | 9297474      | September 2005    | Reederei Claus-Peter Offen, Hamburg                                              | 2005 Maersk Donegal, 2010 UASC Dammam, 2012 Santa Priscila, 2015 Sydney Trader, 2021 Lady Jane, so in Fahrt                                                                         |
| Maersk Drummond          | Hyundai Heavy Industries, Ulsan/1690  | 9317913      | 12. Juni 2006     | MS „Serena P“ Stefan Patjens Reederei Stefan Patjens, Krautsand                  | 2014 Serena P, APL Walwa, Alise, Elise, Lise, 2019 Abbruch in Chittagong |
| Maersk Dryden            | Hyundai Heavy Industries, Ulsan/1691  | 9317925      | 1. September 2006 | MS „Herma P“ Stefan Patjens Reederei Stefan Patjens, Krautsand                   | 2014 Herma P, 2019 Chity of Alexandria, so in Fahrt |
| Maersk Drury             | Hyundai Heavy Industries, Ulsan/1692  | 9317937      | 24. November 2006 | MS „Käthe P“ Stefan Patjens Reederei Stefan Patjens, Krautsand                   | 2014 Kaethe P, 2018 MP The Belichick, so in Fahrt |
| Maersk Brovnik           | Hyundai Heavy Industries, Ulsan/1693  | 9320685      | 5. Februar 2007   | MS „Allise P“ Stefan Patjens Reederei Stefan Patjens, Krautsand                  | 2012 Maersk Dubrovnik, 2013 Allise P, 2019 Ute, so in Fahrt |
| MSC Bremen               | Hyundai Samho, Mokpo/S328             | 9369734      | März 2007         | Schiffahrtsgesellschaft Oltmann, Stade                                           | so in Fahrt |
| Daten: Equasis           |                                       |              |                   |                                                                                  | |